# Ligne jaune du métro de Lisbonne
Pour les articles homonymes, voir Ligne jaune.
La ligne jaune (en portugais : linha amarela) ou ligne du Tournesol (linha do girassol) est une des quatre lignes du Métro de Lisbonne, au Portugal. Elle fait environ 11 km de longueur et comporte 11 stations, desservant l'axe Lisbonne-centre jusqu'à la commune limitrophe de Odivelas, au nord. Bien que majoritairement souterraine, c'est la ligne du métro qui comporte le plus de stations en surface.

## Histoire
Elle a été inaugurée en 1959, le tronçon initial s'étendant entre Entre Campos et Marquês de Pombal. En 1988, elle a été prolongée de Entre Campos jusqu'à Cidade Universitária, et en 1993 jusqu'à Campo Grande. En 1995, elle a été déconnectée de la ligne bleue avec la reconstruction de la station 
Marquês de Pombal, devenant ainsi une des deux premières lignes indépendantes du réseau.
En 1997, elle a été prolongée du Marquis de Pombal jusqu'à Rato, et en 2004, elle est devenue la deuxième ligne à sortir des limites de la ville jusqu'à Odivelas. Elle a été reliée à la ligne rouge avec l'extension de celle-ci à Saldanha, en 2009.

## Tracé
|  |   |  | Station              | Coordonnées                 | Correspondances                  |
|  | - |  | -------------------- | --------------------------- | -------------------------------- |
|  | ■ |  | Odivelas             | 38° 47′ 35″ N, 9° 10′ 22″ O |                                  |
|  | • |  | Senhor Roubado       | 38° 47′ 08″ N, 9° 10′ 16″ O |                                  |
|  | • |  | Ameixoeira           | 38° 46′ 46″ N, 9° 09′ 36″ O |                                  |
|  | • |  | Lumiar               | 38° 46′ 22″ N, 9° 09′ 35″ O |                                  |
|  | • |  | Quinta das Conchas   | 38° 46′ 02″ N, 9° 09′ 20″ O |                                  |
|  | • |  | Campo Grande         | 38° 45′ 36″ N, 9° 09′ 28″ O | Ligne verte du métro de Lisbonne |
|  | • |  | Cidade Universitária | 38° 45′ 06″ N, 9° 09′ 32″ O |                                  |
|  | • |  | Entre Campos         | 38° 44′ 53″ N, 9° 08′ 55″ O |                                  |
|  | • |  | Campo Pequeno        | 38° 44′ 30″ N, 9° 08′ 48″ O |                                  |
|  | • |  | Saldanha             | 38° 44′ 06″ N, 9° 08′ 43″ O | Ligne rouge du métro de Lisbonne |
|  | • |  | Picoas               | 38° 43′ 52″ N, 9° 08′ 49″ O |                                  |
|  | • |  | Marquês de Pombal    | 38° 43′ 29″ N, 9° 09′ 02″ O | Ligne bleue du métro de Lisbonne |
|  | ■ |  | Rato                 | 38° 43′ 12″ N, 9° 09′ 21″ O |                                  |

## Traduction
- (pt) Cet article est partiellement ou en totalité issu de l’article de Wikipédia en portugais intitulé « Linha Amarela (Metropolitano de Lisboa) » (voir la liste des auteurs).